# Andreas Kofler
Andreas Kofler (Innsbruck, 17 maggio 1984) è un ex saltatore con gli sci austriaco, campione olimpico e mondiale della disciplina.

## Biografia
In Coppa del Mondo ha esordito il 29 novembre 2002 nella K120 di Kuusamo (16°), ha conquistato il primo podio il 15 dicembre successivo nella K120 di Titisee-Neustadt (3°) e la prima vittoria il 4 febbraio 2006 nella HS145 di Willingen. In classifica generale si è classificato al quarto posto sia nel 2010, stagione in cui ha vinto il Torneo dei quattro trampolini, sia nel 2011.
In carriera ha preso parte a due edizioni dei Giochi olimpici invernali, Torino 2006 (11° nel trampolino normale, 2° nel trampolino lungo, 1° nella gara a squadre) e Vancouver 2010 (19° nel trampolino normale, 4° nel trampolino lungo, 1° nella gara a squadre), a tre dei Campionati mondiali, vincendo quattro medaglie, e a tre dei Mondiali di volo, vincendo due medaglie.

## Palmarès

### Olimpiadi
- 3 medaglie:
  - 2 ori (gara a squadre a Torino 2006; gara a squadre a Vancouver 2010)
  - 1 argento (trampolino lungo Torino 2006)

### Mondiali
- 4 medaglie:
  - 3 ori (gara a squadre a Sapporo 2007; gare a squadre dal trampolino normale, gare a squadre dal trampolino lungo a Oslo 2011)
  - 1 argento (trampolino normale a Oslo 2011)

### Mondiali di volo
- 2 medaglie:
  - 2 ori (gara a squadre a Obestdorf 2008; gara a squadre a Vikersund 2012)

### Coppa del Mondo
- Miglior piazzamento in classifica generale: 3º nel 2012
- 61 podi (36 individuali, 25 a squadre):
  - 27 vittorie (12 individuali, 15 a squadre)
  - 18 secondi posti (13 individuali, 5 a squadre)
  - 16 terzi posti (11 individuali, 5 a squadre)

#### Coppa del Mondo - vittorie
| Data             | Località    | Nazione   | Trampolino                                                                            |
| ---------------- | ----------- | --------- | ------------------------------------------------------------------------------------- |
| 4 febbraio 2006  | Willingen   | Germania  | Mühlenkopf HS145                                                                      |
| 4 marzo 2006     | Lahti       | Finlandia | Salpausselkä HS130 (con Andreas Widhölzl, Thomas Morgenstern e Martin Koch)           |
| 11 febbraio 2007 | Willingen   | Germania  | Mühlenkopf HS145 (con Wolfgang Loitzl, Arthur Pauli e Gregor Schlierenzauer)          |
| 10 marzo 2007    | Lahti       | Finlandia | Salpausselkä HS130 (con Martin Höllwarth, Gregor Schlierenzauer e Thomas Morgenstern) |
| 7 febbraio 2009  | Willingen   | Germania  | Mühlenkopf HS145 (con Thomas Morgenstern, Markus Eggenhofer e Wolfgang Loitzl)        |
| 27 novembre 2009 | Kuusamo     | Finlandia | Rukatunturi HS142 (con Wolfgang Loitzl, Gregor Schlierenzauer e Thomas Morgenstern)   |
| 29 dicembre 2009 | Oberstdorf  | Germania  | Schattenberg HS137                                                                    |
| 30 gennaio 2010  | Oberstdorf  | Germania  | Heini Klopfer HS213 (con Wolfgang Loitzl, Gregor Schlierenzauer e Martin Koch)        |
| 27 novembre 2010 | Kuusamo     | Finlandia | Rukatunturi HS142 (con Thomas Morgenstern, Wolfgang Loitzl e Gregor Schlierenzauer)   |
| 28 novembre 2010 | Kuusamo     | Finlandia | Rukatunturi HS142                                                                     |
| 19 dicembre 2010 | Engelberg   | Svizzera  | Gross-Titlis-Schanze HS137                                                            |
| 16 gennaio 2011  | Sapporo     | Giappone  | Ōkurayama HS134                                                                       |
| 29 gennaio 2011  | Willingen   | Germania  | Mühlenkopf HS145 (con Thomas Morgenstern, Martin Koch e Gregor Schlierenzauer)        |
| 6 febbraio 2011  | Oberstdorf  | Germania  | Heini Klopfer HS213 (con Thomas Morgenstern, Gregor Schlierenzauer e Martin Koch)     |
| 12 marzo 2011    | Lahti       | Finlandia | Salpausselkä HS130 (con Gregor Schlierenzauer, Martin Koch e Thomas Morgenstern)      |
| 19 marzo 2011    | Planica     | Slovenia  | Letalnica HS215 (con Thomas Morgenstern, Martin Koch e Gregor Schlierenzauer)         |
| 27 novembre 2011 | Kuusamo     | Finlandia | Rukatunturi HS142                                                                     |
| 27 novembre 2011 | Kuusamo     | Finlandia | Rukatunturi HS142 (con Wolfgang Loitzl, Gregor Schlierenzauer e Thomas Morgenstern)   |
| 3 dicembre 2011  | Lillehammer | Norvegia  | Lysgårdsbakken HS100                                                                  |
| 4 dicembre 2011  | Lillehammer | Norvegia  | Lysgårdsbakken HS138                                                                  |
| 18 dicembre 2011 | Engelberg   | Svizzera  | Gross-Titlis-Schanze HS137                                                            |
| 4 gennaio 2012   | Innsbruck   | Austria   | Bergisel HS130                                                                        |
| 3 marzo 2012     | Lahti       | Finlandia | Salpausselkä HS97 (con Thomas Morgenstern, Gregor Schlierenzauer e Martin Koch)       |
| 17 marzo 2012    | Planica     | Slovenia  | Letalnica HS215 (con Thomas Morgenstern, Gregor Schlierenzauer e Martin Koch)         |
| 9 dicembre 2012  | Soči        | Russia    | RusSki Gorki HS105                                                                    |
| 15 dicembre 2012 | Engelberg   | Svizzera  | Gross-Titlis-Schanze HS137                                                            |
| 22 marzo 2014    | Planica     | Slovenia  | Bloudkova velikanka HS139 (con Stefan Kraft, Thomas Diethart e Gregor Schlierenzauer) |

#### Torneo dei quattro trampolini
- Vincitore del Torneo dei quattro trampolini nel 2010
- 6 podi di tappa[2]:
  - 2 vittorie
  - 3 secondi posti
  - 1 terzo posto

#### Nordic Tournament
- 5 podi di tappa[2]:
  - 2 secondi posti
  - 3 terzi posti

### Campionati austriaci
- 17 medaglie[3]:
  - 3 ori (gara a squadre nel 2011; HS130, HS115 nel 2014)
  - 6 argenti (K125 nel 2005; NH HS98 nel 2007; NH HS100, LH HS140 nel 2008; NH nel 2010; gara a squadre nel 2016)
  - 8 bronzi (NH, LH nel 2006; LH nel 2009; LH nel 2010; gara a squadre, HS98 nel 2013; HS130 nel 2015; HS140 nel 2016)